# Хоменко Гнат Степанович
Гнат Степанович Хоменко (*28 березня 1914 — †1943) — учасник Другої світової війни, Герой Радянського Союзу (посмертно). Проходив службу механіком-водієм самохідки СУ-122 самохідно-артилерійського полку 52-ї армії 2-го Українського фронту.

## Життя і звитяга
Гнат Степанович був родом з Київської області — село Синява Рокитнянського району. Виріс у селянській родині. Працював на будівництві міста Комсомольськ-на-Амурі.
Призваний до армії 1936 року, потім удруге в 1941 році. Воював на Західному, Воронезькому, Степовому та 2-му Українському фронтах. Товаришував із Вернигорою Петром Леонтійовичем.
У листопаді 1943 року брав активну участь у звільненні міста Черкас від німецьких загарбників. Був командиром та механіком-водієм СУ-122 1817-го самохідно-артилерійського полку 52-ї армії 2-го Українського фронту, яка завдала значних втрат ворогу. В останньому бою за місто та за сусіднє село Геронимівка старший сержант Хоменко загинув.
Похований у селі Геронимівка Черкаського району Черкаської області.

## Вшанування пам'яті
У місті Черкаси іменем героя названа вулиця.